# Rhytiphora metuta
Rhytiphora metuta es una especie de escarabajo longicornio del género Rhytiphora, tribu Pteropliini, subfamilia Lamiinae. Fue descrita científicamente por Pascoe en 1859.
Se distribuye por Australia e Indonesia. Mide aproximadamente 20-28 milímetros de longitud.